# كالفين وليامز
كالفين وليامز (بالإنجليزية: Calvin Williams)‏ هو لاعب كرة قدم أمريكية أمريكي، ولد في 3 مارس 1967 في بالتيمور في الولايات المتحدة.

## وصلات خارجية
- كالفين وليامز على موقع مرجع كرة القدم المحترفة.كوم (الإنجليزية)